# Невидимый розовый единорог

Изображение НРЕ, выдержанное в геральдическом стиле

Знак НРЕ, используемый как символ атеизма

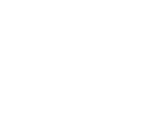
Изображение НРЕ. Используется альфа-канал, делающий его невидимым. Это иллюстрирует его сущность

Невидимый розовый единорог (НРЕ, англ. Invisible Pink Unicorn, IPU) — божество одной из пародийных религий, направленных на высмеивание теизма; имеет обличье розового единорога, однако является невидимым, в чём и заключается парадокс.
Это сочетание пародирует противоречивые свойства, приписываемые божествам в различных религиозных системах (например, парадокс всемогущества). Благодаря этому пародийному противоречию образ Невидимого розового единорога охотно используется атеистами и другими религиозными скептиками.
НРЕ используется для доказательства условности веры в сверхъестественное различными способами, например, заменой слова «Бог» в любом выражении, которое имеет отношение к религии, на Невидимый Розовый Единорог.

## История
Первое известное письменное упоминание о НРЕ произошло в ньюсгруппе Usenet alt.atheism 7 июля 1990 года.
Позднее Стив Эли писал:
| Невидимые розовые единороги обладают огромной духовной силой. Мы знаем это, поскольку они могут быть невидимыми и розовыми одновременно. Как и все религии, вера в Невидимых Розовых Единорогов основывается как на логике, так и на вере. Мы верим в то, что они розовые; так как мы не можем их видеть, мы можем логически заключить, что они невидимы. Оригинальный текст (англ.)Invisible Pink Unicorns are beings of great spiritual power. We know this because they are capable of being invisible and pink at the same time. Like all religions, the Faith of the Invisible Pink Unicorns is based upon both logic and faith. We have faith that they are pink; we logically know that they are invisible because we can’t see them. |

В 1996 году подобная идея была воплощена в виде обучающего устройства в Кэмп Квест (англ. Camp Quest), первом американском летнем лагере для детей, «мыслящих свободно» (англ. free-thought), организованном доктором Л. Уилсоном (англ. Dr. L. Wilson). Как сообщалось позднее в газете The Cincinnati Enquirer, «Отдыхающим предлагается попытаться доказать, что воображаемый единорог, как метафора Бога, не существует». Ричард Докинз упоминает НРЕ в своей книге Бог как иллюзия, вышедшей в 2006 году:
| Чайник Рассела, безусловно, символизирует бесконечное множество вещей, чьё существование мы допускаем и не можем опровергнуть. […] С философской точки зрения идеальным примером будет невидимый, неслышимый, неосязаемый единорог. Оригинальный текст (англ.)Russell's teapot, of course, stands for an infinite number of things whose existence is conceivable and cannot be disproved. [...] A philosophical favorite is the invisible, intangible, inaudible unicorn. |

В 2007 году Ниам Уоллес писал, что НРЕ стал неформальным символом атеизма.